# حرکت مخالف‌گرد و موافق‌گرد
حرکت مخالف‌گرد و موافق‌گرد (به انگلیسی: Retrograde and prograde motion) «مخالف‌گرد»، حرکتی در خلاف جهت حرکت یک چیز دیگر و برعکسِ حرکت مستقیم و «موافق‌گرد» است. این نوع حرکت می‌تواند چرخش یک جسم در پیرامون جسم دیگر یا در نقاطی دیگر، یا دَوَران یک جسم منفرد حول محورش باشد، یا پدیدهٔ دیگری مثل حرکت تقدیمی یا دَوَران محورها باشد. در اشاره به سیستم آسمانی، حرکت مخالف‌گرد معمولاً حرکتی در جهت عکس جسم مرکزی، یا شیئی‌ست که مرکز سیستم را تشکیل می‌دهد.

مقایسهٔ دو حرکت موافق‌گرد و مخالف‌گرد

ماهوارهٔ مخالف‌گرد «قرمز» که در خلاف جهت چرخش بدنهٔ مرکزی «آبی» ، دارای مدار برگشتی است

در منظومهٔ شمسی، همهٔ سیارات و بیشتر اشیاء دیگری که دورِ خورشید می‌چرخند؛ به غیر از بسیاری از دنباله‌دارها که استثنا هستند، جهت حرکتشان موافق‌گرد (هم‌جهت) با حرکت محوری خورشید است.
حرکت بسیاری از سیاره‌ها هم هم‌جهت با خورشید است؛ ناهید و اورانوس استثنا هستند و حرکتشان مخالف‌گرد است. بیشترِ قمرهای طبیعیِ سیاره‌ها، با حرکت موافق‌گرد به دور سیاره‌هایشان می‌چرخند. (در مورد قمرهای اورانوس، آنها هم‌جهت با سیارهٔ خود، یعنی موافق‌گرد و مانند اورانوس در جهت مخالف خورشید می‌چرخند) تعدادی از قمرها در منظومه شمسی در جهت مخالف سیاره‌هایشان می‌چرخند، اما عموماً این قمرها کوچک و دور از سیاره‌هایشان قرار دارند؛ به‌استثنای تریتون، قمر نپتون، که بزرگ و نزدیکِ سیاره است. عقیده بر این است که این قمرهای مخالف‌گرد، از جمله تریتون، در جای دیگری تشکیل شده و بعدها اسیر چرخش به دور سیاره‌های کنونی خود شده‌اند.